# Eugene Berman

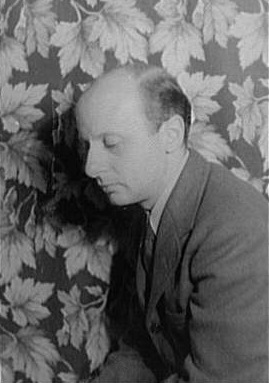
Eugene Berman 1936

Eugene Berman (* 4. November 1899 in Moskau als Evgenij Gustavovič Berman; † 14. Dezember 1972 in Rom) war ein in Russland geborener, später US-amerikanischer surrealistischer Maler.

## Leben
Eugene Berman wuchs in wohlhabenden Verhältnissen in Russland auf und bereiste schon früh den europäischen Kontinent. 1919 bis 1922 studierte er Kunst und Architektur in Paris und Rom. 1920 studierte er an der Académie Ranson bei Pierre Bonnard (1867–1947), Édouard Vuillard (1868–1940) und Félix Vallotton (1865–1925). Seit 1924 nahm er an Ausstellungen teil, seine erste Soloausstellung war 1928 in Paris. In New York stellte er erstmals 1932 bei Julian Levy aus. 1935 unternahm er seine erste Reise in die USA, wo er als Bühnenbildner in Hollywood tätig war. 1938 bereiste er Kalifornien und arbeitete in Santa Barbara an Wandmalereien. Seit 1944 Staatsbürger der Vereinigten Staaten, nahm er 1946 am Bel-Ami-Wettbewerb mit seiner Version des Themas Die Versuchung des Heiligen Antonius teil. 1972 starb er in Rom.
Als Künstler gilt er als Neoromantiker mit klassizistisch geprägter Ausbildung, der sich dem Surrealismus zuwandte. Seine Werke sind in vielen großen Museen, besonders natürlich in den USA, vertreten. 1954 wurde Berman in New York zum Mitglied (NA) der National Academy of Design gewählt. Seit 1964 war er Mitglied der American Academy of Arts and Letters.
Berman war von 1950 bis zu ihrem Suizid mit der Hollywood-Schauspielerin Ona Munson verheiratet.

## Werke
- Cassandra (1942–43), Öl auf Leinwand. Collection of the McNay Art Museum, San Antonio, Texas
- Sunset (Medusa) (1945), Öl auf Leinwand, 146,3 × 114,3 cm. North Carolina Museum of Art, Raleigh
- The Temptation of Saint Anthony (1946), Öl auf Leinwand, 132,2 × 97,8 cm. Sarasota, Florida, John and Mabel Ringling Museum of Art